# Centaurea aetolica
Centaurea aetolica là một loài thực vật có hoa trong họ Cúc. Loài này được Phitos & T.Georgiadis mô tả khoa học đầu tiên năm 1981.